# École nationale supérieure des industries chimiques

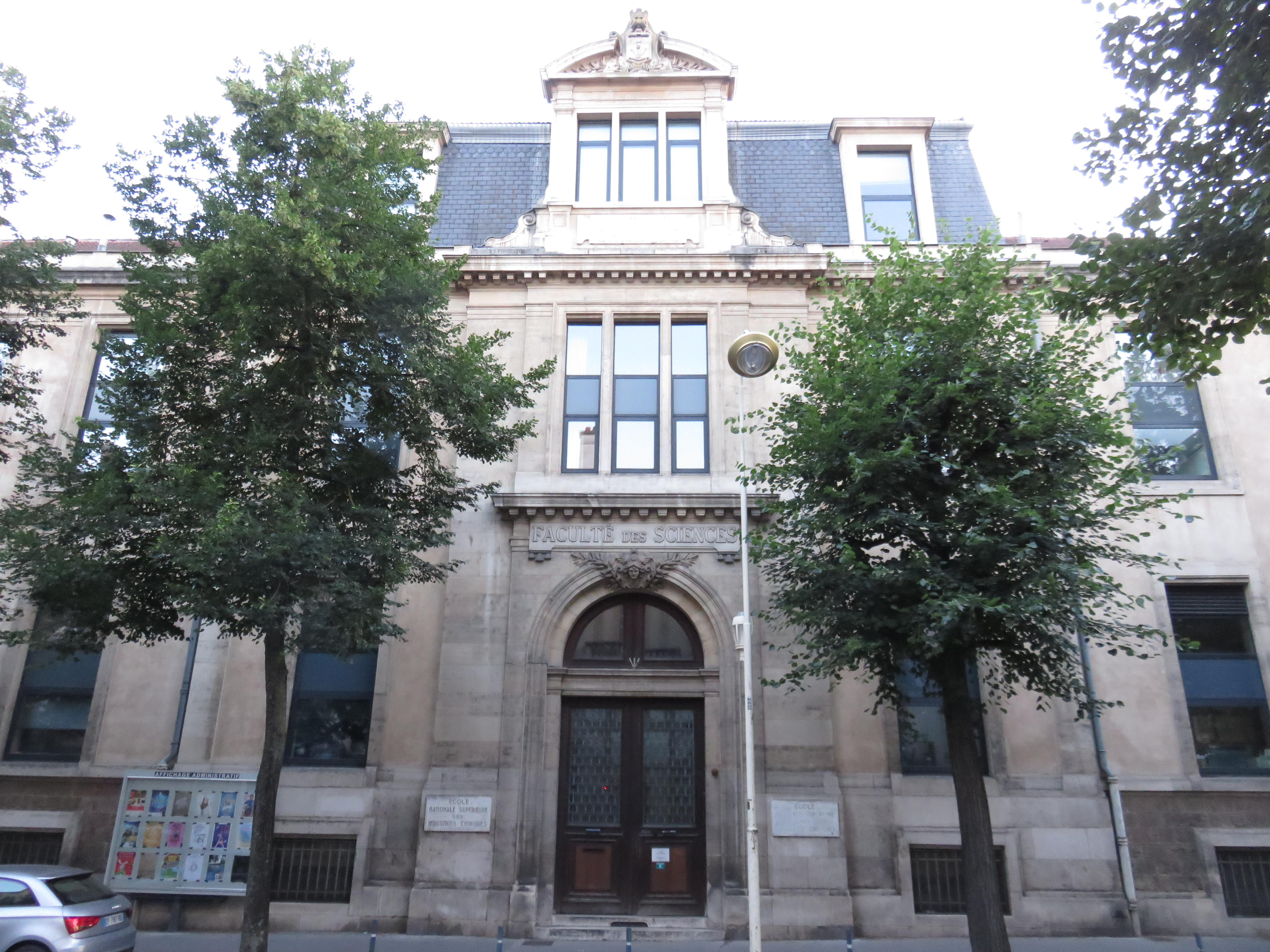
Bâtiment en 2018

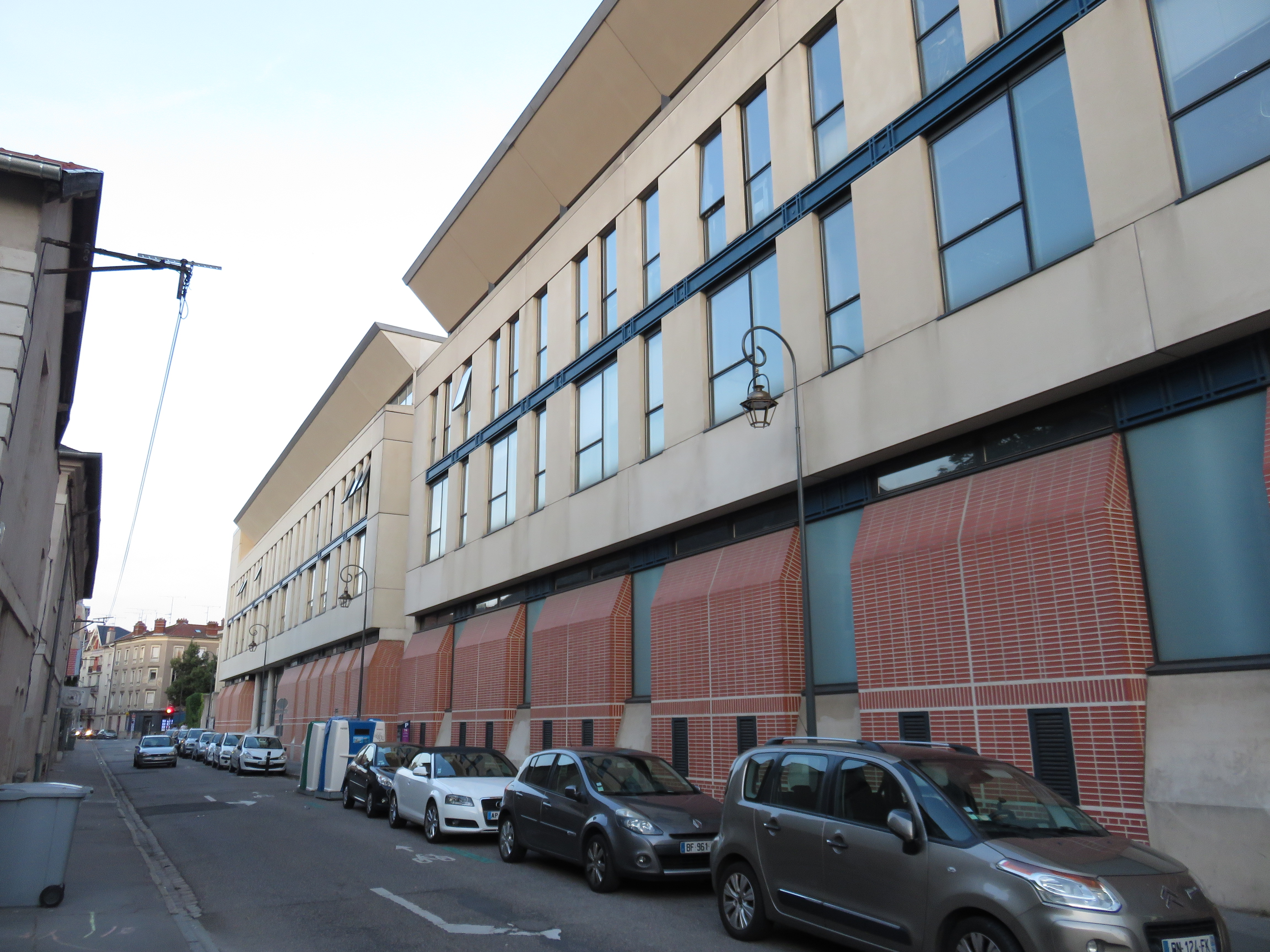
Bâtiment en 2018

L'École nationale supérieure des industries chimiques (ENSIC) est l'une des 204 écoles d'ingénieurs françaises accréditées au 1er septembre 2020 à délivrer un diplôme d'ingénieur.
Elle forme des ingénieurs généralistes en génie chimique. Située à Nancy, elle accueille aujourd'hui plus de 400 élèves ingénieurs. C’est une composante de l’université de Lorraine et fait partie du collégium institut national polytechnique de Lorraine. L’école fait partie de la fédération Gay-Lussac.

## Historique
L'ENSIC fut fondée sous le nom d'Institut chimique de Nancy en 1887, pour fournir des ingénieurs à l'industrie chimique en expansion rapide. Son fondateur est Albin Haller, un Alsacien qui s'installa à Nancy après l'annexion de l'Alsace et de la Moselle en 1871 par l'Allemagne. Si localement l'idée de création d'un Institut Chimique fut bien accueillie, de sérieuses réserves existaient par contre à Paris. Pourtant, le besoin de chimistes bien formés existait et la seule École de Chimie Industrielle, créée par les industriels de Mulhouse au milieu du XIXe siècle, se trouvait dans une province annexée. Si les chimistes qui enseignaient à cette époque à la Sorbonne et au Collège de France n'étaient pas sensibles à l'exemple des universités allemandes, heureusement pour Albin Haller, il n'en fut pas de même dans les bureaux du Ministère de l'Instruction Publique. 
L'un de ses premiers professeurs, Victor Grignard, reçut le prix Nobel de chimie en 1912 pour son invention des composés organométalliques connus sous le nom de réactifs de Grignard. Après la Seconde Guerre mondiale, l'ENSIC introduisit en France les principes du génie chimique développés dans le monde anglophone.
L'école a créé en décembre 2008 la Fondation ENSIC, fondation abritée par la Fondation de France, avec le soutien d'Arkema.
L'ENSIC est dotée d'un centre de transfert du savoir-faire des chercheurs vers le tissu industriel ainsi que deux laboratoires de recherche dont les thématiques couvrent des domaines de compétences complémentaires.

## Description

### Formations
L’ENSIC forme chaque année près de 140 ingénieurs procédés.
Filière d'Ingénieurs des Industries Chimiques
La filière d'Ingénieurs des Industries chimiques de l'ENSIC-Nancy forme des Ingénieurs ayant une double compétence en :
- génie chimique ou génie des procédés,
- chimie / chimie physique.

La formation prend en compte les évolutions des secteurs industriels concernés (chimie fine, cosmétique, pharmacie, chimie de base...) et leurs nouvelles priorités, à savoir :
- la mise en place de procédés propres et sûrs : module hygiène, sécurité et environnement,
- une nouvelle organisation de l'entreprise : module sciences humaines, et managériales (économie d'entreprise, management de projets, communication...),
- l'adaptation de tous les acteurs de l'entreprise et donc de ses ingénieurs aux réalités de la mondialisation : module langues étrangères et nombreux échanges avec l'étranger.

Filière d'Ingénieurs des Techniques de l'Industrie
La filière d'ingénieur des techniques de l'industrie de l'ENSIC a été conçue pour permettre aux étudiants titulaires d'un diplôme bac + 2 de préparer un diplôme d'ingénieur en 3 ans, tout en gardant un contact très étroit avec le monde de l'industrie.
Concrètement, la FITI-ENSIC forme par alternance des ingénieurs de production en génie chimique, sous statut étudiant. Environ 50 % du temps de formation est effectué en entreprise par le biais de trois stages de 5 à 6 mois dans des entreprises différentes sous la responsabilité d'un tuteur.

### Ingénieur en génie chimique de la section spéciale
L'ENSIC propose aux ingénieurs diplômés d'écoles généralistes ou de formation en chimie un cursus en un an leur permettant d'acquérir une spécialisation en génie chimique - génie des procédés. La section spéciale, c'est un parcours individualisé qui s'organise en trois temps :
- 1er trimestre : remise à niveau sur la base des enseignements de génie chimique de la formation I2C 1re année,
- 2e trimestre : 10 modules pédagogiques à la carte,
- 3e trimestre : formation à la recherche.

### Masters
L'ENSIC propose quatre masters orientés sur la recherche :
- mention chimie et physicochimie moléculaires :
  - spécialité chimie et physicochimie moléculaires et biomoléculaires,
  - spécialité chimie informatique et théorique,
- mention mécanique, énergie, procédés et produits :
  - spécialité génie des procédés,
  - spécialité génie des produits.

### École doctorale
L'ENSIC est associée à l'École doctorale RP2E (Ressources procédés produits environnement). 
RP2E regroupe trente laboratoires et équipes de recherche en une École doctorale à caractère résolument transversal, couvrant tout le cycle de vie de la matière minérale et biologique et de l'énergie, dans le respect, et au service de l'homme et de son environnement. 

## Recherche
Les laboratoires développent 12 principaux domaines de compétence :
- réacteurs industriels,
- séparation et purification,
- procédés biotechnologiques et bio-organiques,
- cinétique / combustion,
- acquisition, modélisation, simulation et commande,
- caractérisation et synthèse de matériaux, polymères,
- formulation et génie des produits,
- solides divisés,
- sécurité, santé, énergie, environnement,
- phénomènes de transport,
- génie chimique des milieux rhéologiquement complexes,
- microtechnologies.

Les laboratoires partenaires de l'ENSIC sont :
- LCPM / Laboratoire de Chimie Physique Macromoléculaire,
- LRGP / Laboratoire Réactions et Génie des procédés  (regroupant les anciens laboratoires : LTMP, LSGC, GEMICO, DCPR),
- le centre de transfert : PROGEPI.

## Classement
Classements nationaux :
| Nom            | 2019 (Rang) | 2020 (Rang) | 2021 (Rang) | 2022 (Rang) | 2023 (Rang) | 2024 (Rang) |
| -------------- | ----------- | ----------- | ----------- | ----------- | ----------- | ----------- |
| L’Étudiant     |             | 45          | 73          |             | 54          | 90          |
| Daur Rankings  | 38          | 36          | 54          | 63          | 48          |             |
| Usine Nouvelle | 37          | 36          | 54          | 49          | 34          | 40          |

## Liste des directeurs
(avril 2022).
- Albin Haller (1890-1909)
- Georges Arth (1909-1929)
- Antoine Guntz (1909-1929)
- Alexandre Travers (1929-1939)
- Pierre Donzelot (1945-1946)
- Maurice Letort (1946-1956)
- Henri Wahl (1956-1961)
- Jack Bastick (1962-1974)
- Jacques Bordet (1974-1979)
- Michel Perrut (1979-1983)
- Jean-Claude Charpentier (1983-1985)
- André Laurent (1985-1992)
- Alain Storck (1992-2001)
- Michel Dirand (2001-2006)
- Michael Matlosz (2006-2011)
- Bernard Vitoux (2011-2021)
- Alain Durand (2021-...)

## ENSIC Process
Parmi les différentes associations étudiantes que compte l’ENSIC, il y a ENSIC Process (ex-PROCEDEC), sa Junior-Entreprise (J.E.). Créée en 1994, elle fait partie de la Confédération Nationale des Junior-Entreprises (CNJE).
Chronologie
- 22 septembre 1994 : Création de Procédés Chimie Expertise Développement Conseil – PROCEDEC.
- 2009 : Entrée dans la CNJE – passage Junior-Création.
- 2010 : Passage Pépinière Junior-Entreprise.
- Juin 2012 : Labellisation Junior-Entreprise.
- 2014 : PROCEDEC fête ses vingt ans.
- 2018 : PROCEDEC devient ENSIC Process.
- 2020 : ENSIC Process enregistre son plus haut chiffre d'affaires depuis son entrée dans la CNJE et fonde un comité d'orientation stratégique (COS) formé par d'anciens Junior-Entrepreneurs.

ENSIC Process s'appuie sur l'ensemble des enseignements dispensés à l'ENSIC. La J.E. peut donc réaliser des études dans les domaines de compétence suivants : génie chimique/génie des procédés, chimie organique/analytique/minérale, chimie-physique, mécanique et thermodynamique des fluides et sécurité des procédés. La J.E. peut alors notamment réaliser des dimensionnements, études technico-commerciales, recherches bibliographiques et traductions techniques. L'association est actuellement présidée par Aurore Coursin.

## Anciens élèves
- René-Jacques Lévy (1875-1912), inventeur d'un des procédés utilisés par la société Air liquide dont il crée la filiale canadienne. Il meurt dans le naufrage du Titanic.
- Jean-François Bizot (1944-2007), fondateur de Actuel et de Radio Nova.
- Léon Malaprade (1903-1982), chimiste.
- Jean-Luc Montané (1963), Directeur général d'Axa Entreprises[8].
- Ruxandra Gref, chimiste, médaille d'argent du CNRS en 2019.
- Paul Daum (1888-1944), directeur de la verrerie de Nancy et résistant.
- Michel Daum (1900-1986) directeur de la Cristallerie Daum.